# Södermanlands runinskrifter 248
Södermanlands runinskrifter 248 är en runinskrift i Björsta, Ösmo socken i Nynäshamns kommun.

## Ristningen
a[n]... fR • auk • þorstain • auk un : þaiR • lit[u] at • þius[tu] ... [þ]ur sin
An[undr](?) [ok Olæi]fR(?) ok Þorstæinn ok Unn, þæiR letu at Þiustu[lf, fa]ður sinn.
Inskrift i översättning: "[Anund...Olev] och Torsten och Unn, de läto (hugga hällen) efter Tjustulv, sin fader."

## Beskrivning
Seden att resa runstenar eller att rista runor i ett jordfast block som här, hör hemma i brytningstiden mellan hedendom och kristendom på 1000-talet.
Denna ristning är en av de få i trakten, som inte har det kristna korset utan en starkt sammanflätad ormkropp som dekorativ figur.
Ristningen omtalar några bröder, som låtit göra minnesmärket över sin fader. Möjligen får vi här lära känna några av dem, som bebodde Björsta by för drygt 900 år sedan.

## Bildgalleri

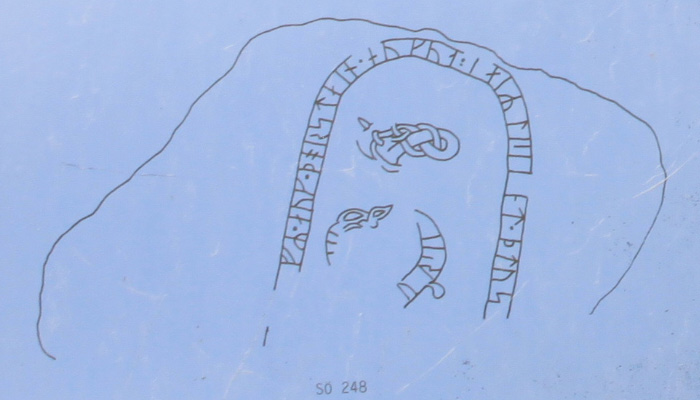
Ritning av Ösmo 136:1. (Sö 248).